# Турнон-сюр-Рон
Турно́н-сюр-Рон (фр. Tournon-sur-Rhône, окс. Tornon) — город и коммуна во Франции, находится в регионе Рона — Альпы. Департамент коммуны — Ардеш. Административный центр кантона Турнон-сюр-Рон. Супрефектура округа Турнон-сюр-Рон.
Код INSEE коммуны — 07324.
Коммуна расположена приблизительно в 470 км к юго-востоку от Парижа, в 80 км южнее Лиона, в 45 км к северо-востоку от Прива, в долине Роны.

## Климат
Климат умеренный, основной характеристикой является почти постоянный ветер, который дует и сушит воздух в коридоре Роны. Мистрали, дующие с севера, приносят хорошую погоду, а дующие с юга являются предвестниками бури. Количество осадков умеренное: около 430 мм в год.
| Показатель                               | Янв. | Фев. | Март | Апр. | Май  | Июнь | Июль | Авг. | Сен. | Окт. | Нояб. | Дек. | Год   |
| ---------------------------------------- | ---- | ---- | ---- | ---- | ---- | ---- | ---- | ---- | ---- | ---- | ----- | ---- | ----- |
| Средний суточный максимум, °C            | 6    | 8    | 12   | 15   | 20   | 23   | 26   | 26   | 22   | 17   | 10    | 6    | 15,9  |
| Средняя температура, °C                  | 3,5  | 4    | 7    | 8,5  | 14,5 | 17,5 | 20   | 20   | 16,5 | 12,5 | 6,5   | 3,5  | 11,1  |
| Средний суточный минимум, °C             | −1   | 0    | 2    | 4    | 9    | 12   | 14   | 14   | 11   | 8    | 3     | 1    | 6,4   |
| Норма осадков, мм                        | 42,7 | 34,7 | 39,5 | 61,8 | 63,9 | 44,4 | 42,3 | 43,6 | 70,9 | 78,6 | 63,2  | 43,5 | 431,5 |
| Источник: Données de Tournon 1961 à 1990 |      |      |      |      |      |      |      |      |      |      |       |      |       |

## Население
Население коммуны на 2008 год составляло 10 607 человек.
| 1962 | 1968 | 1975 | 1982 | 1990 | 1999 | 2008   |
| ---- | ---- | ---- | ---- | ---- | ---- | ------ |
| 6878 | 7858 | 8732 | 9099 | 9546 | 9946 | 10 607 |

## Администрация
| Период | Период | Фамилия         | Партия                         | Профессия |
| ------ | ------ | --------------- | ------------------------------ | --------- |
| 1925   | 1941   | Камиль Арно     | Радикальная партия             |           |
| 1944   | 1959   | Камиль Арно     | Радикальная партия             |           |
| 1974   | 1989   | Андре Турас     | Союз за французскую демократию |           |
| 1989   | 2001   | Жан-Пьер Фрашис | Союз за французскую демократию |           |
| 2001   | 2008   | Жан Понтье      | Радикальная левая партия       |           |
| 2008   |        | Фредерик Соссе  | DVD                            |           |

## Экономика
Основу экономики составляет автомобильная промышленность.
В 2007 году среди 6703 человек в трудоспособном возрасте (15—64 лет) 4764 были экономически активными, 1939 — неактивными (показатель активности — 71,1 %, в 1999 году было 70,4 %). Из 4764 активных работали 4060 человек (2116 мужчин и 1944 женщины), безработных было 704 (332 мужчины и 372 женщины). Среди 1939 неактивных 800 человек были учениками или студентами, 518 — пенсионерами, 621 были неактивными по другим причинам.

## Достопримечательности
- Средневековые ворота
- Монастырская церковь Сен-Жюльен (XIV век). Исторический памятник с 1840 года (часовня и ризница с 1922 года; хор, украшенный картинами, и неф с 1965 года).[3]
- Отель Ла-Турет. Исторический памятник с 1936 года.[4]
- Лицей Габриэля Форе. Основан в 1536 году (вторая старейшая школа во Франции). Исторический памятник с 1925 года.[5]
- Замок Турнон (фр.) XIV—XVI веков, один из самых красивых замков Ардеша. В замке открыт музей, рассказывающий историю сеньоров Турнон. Исторический памятник с 1927 года.[6]
- Эдемский сад — бывший парк монастыря Нотр-Дам.
- Пешеходный мост Сеген через Рону. Исторический памятник с 1985 года.[7]

## Города-побратимы
- Фелльбах (Германия, с 1973)
- Эрба (Италия, с 1974)

## Фотогалерея

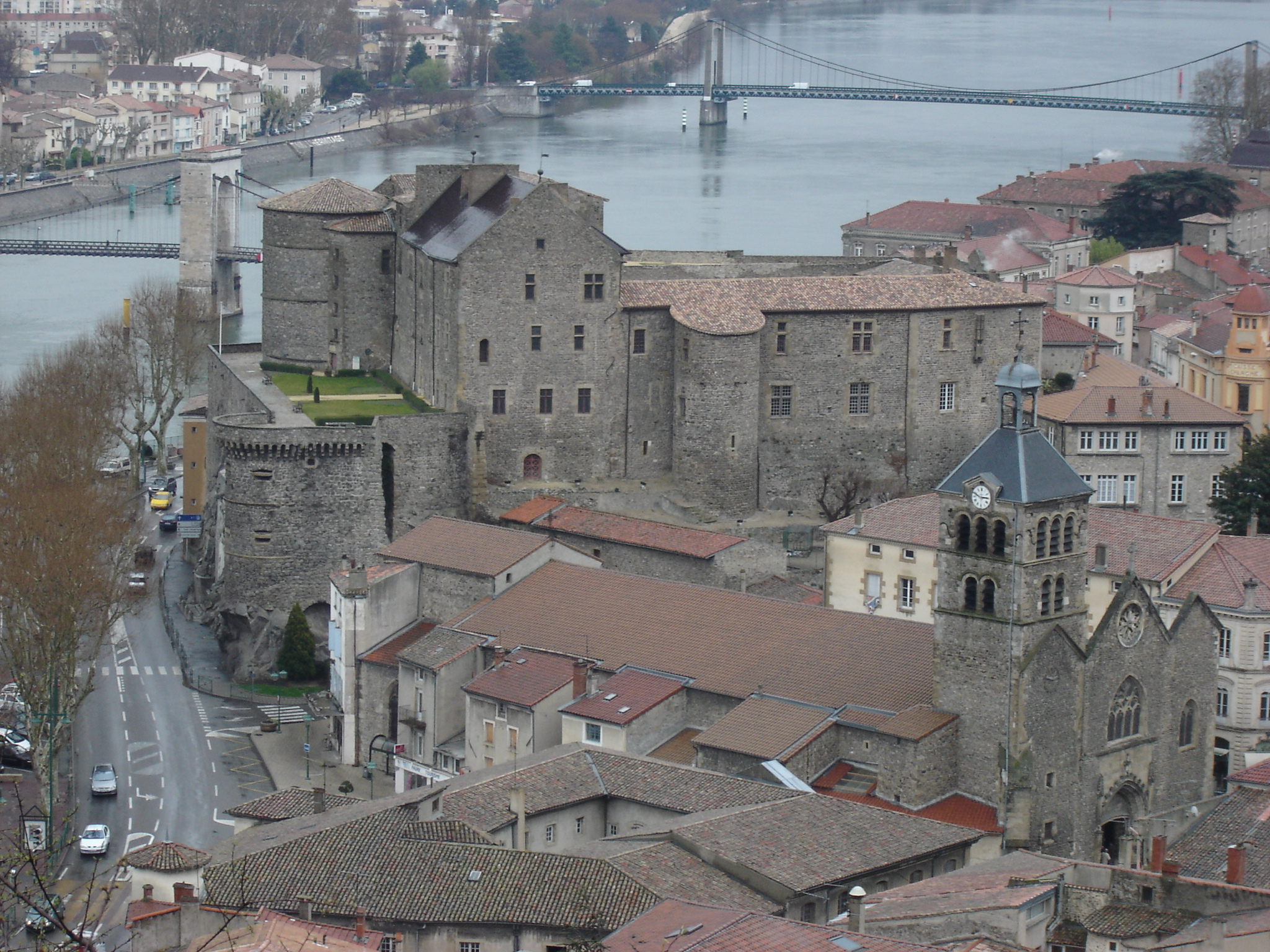
Замок Турнон
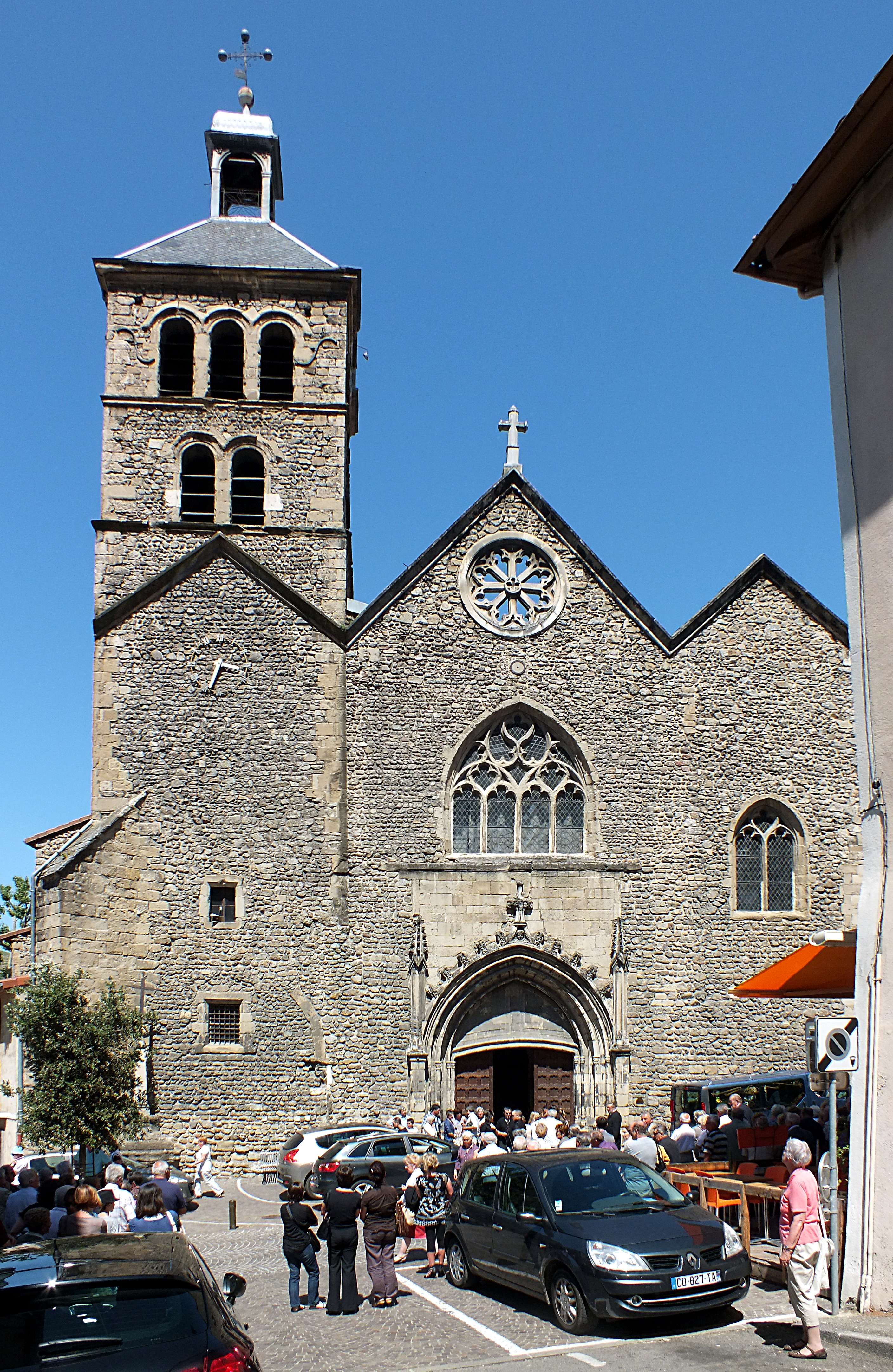
Церковь Сен-Жюльен
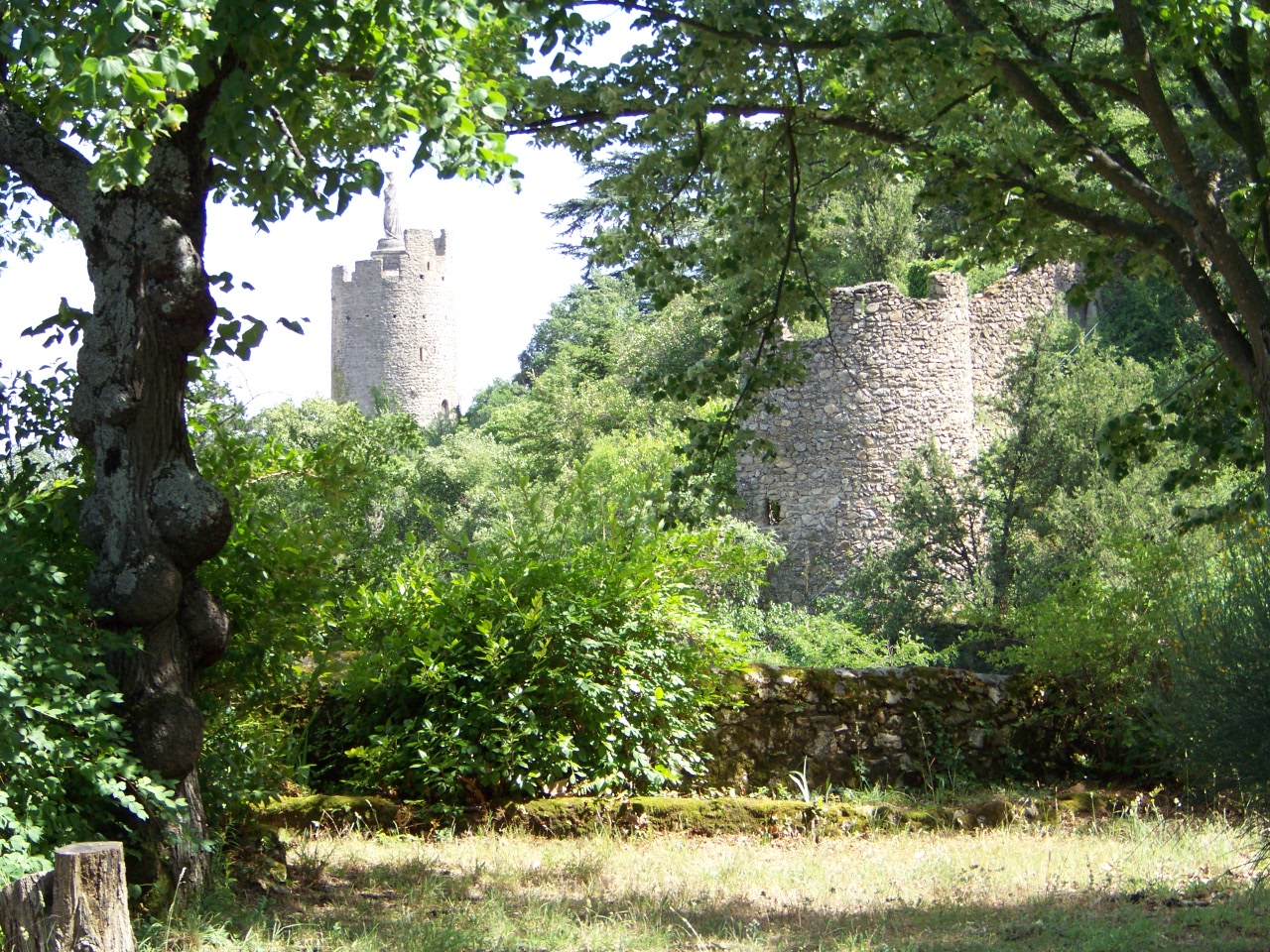
Эдемский сад
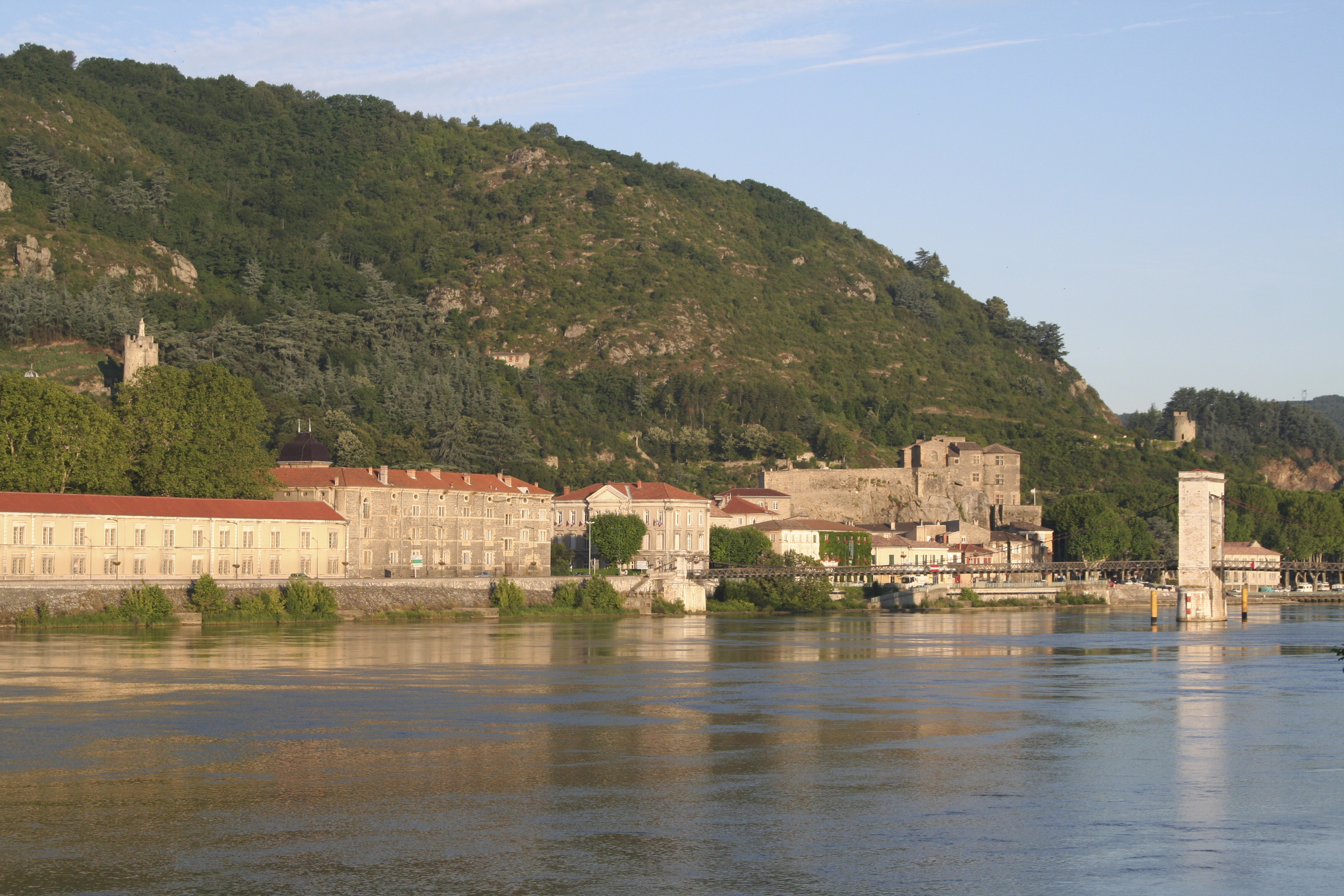
Лицей Габриэля Форе, мост и замок
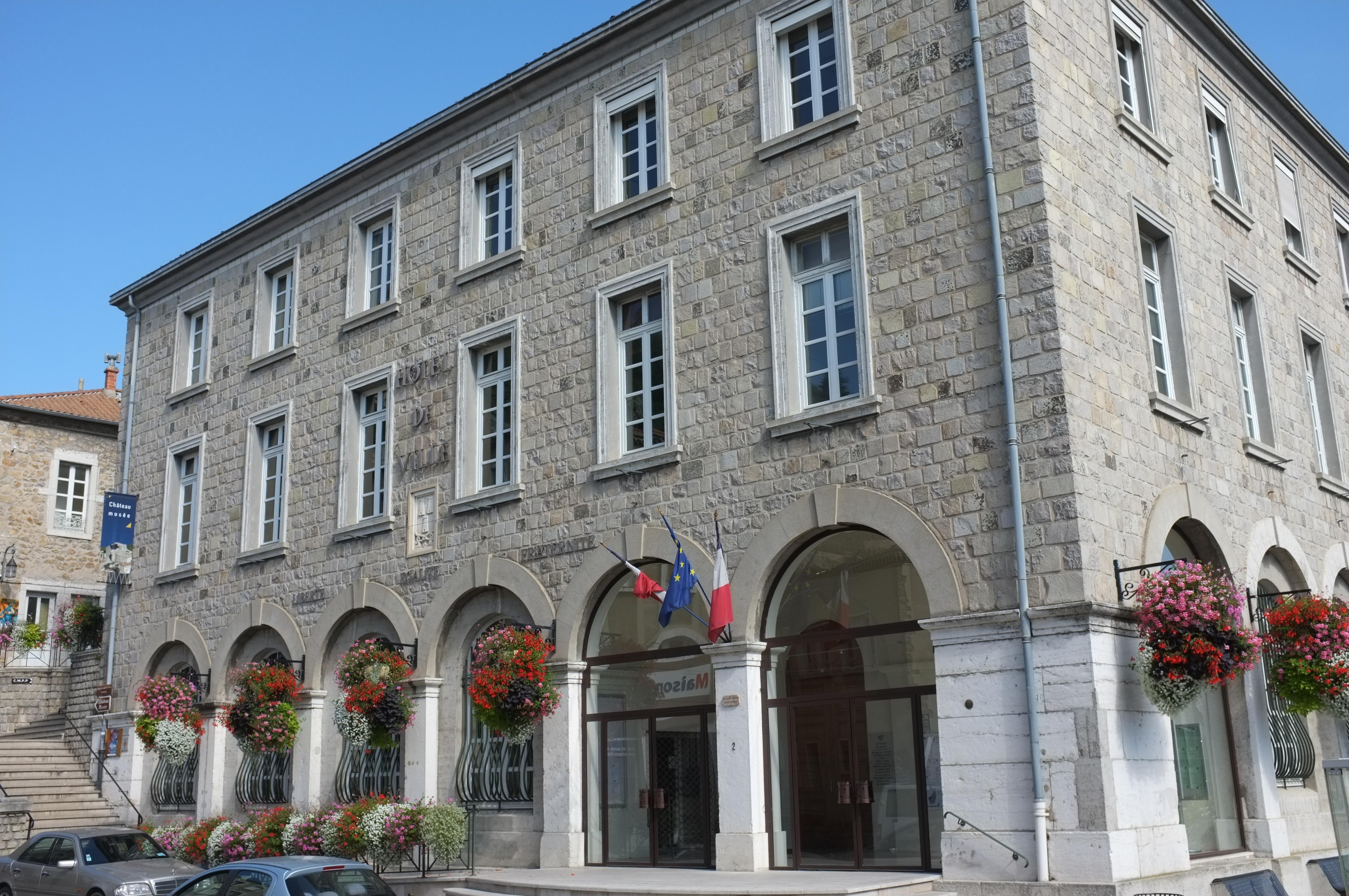
Мэрия
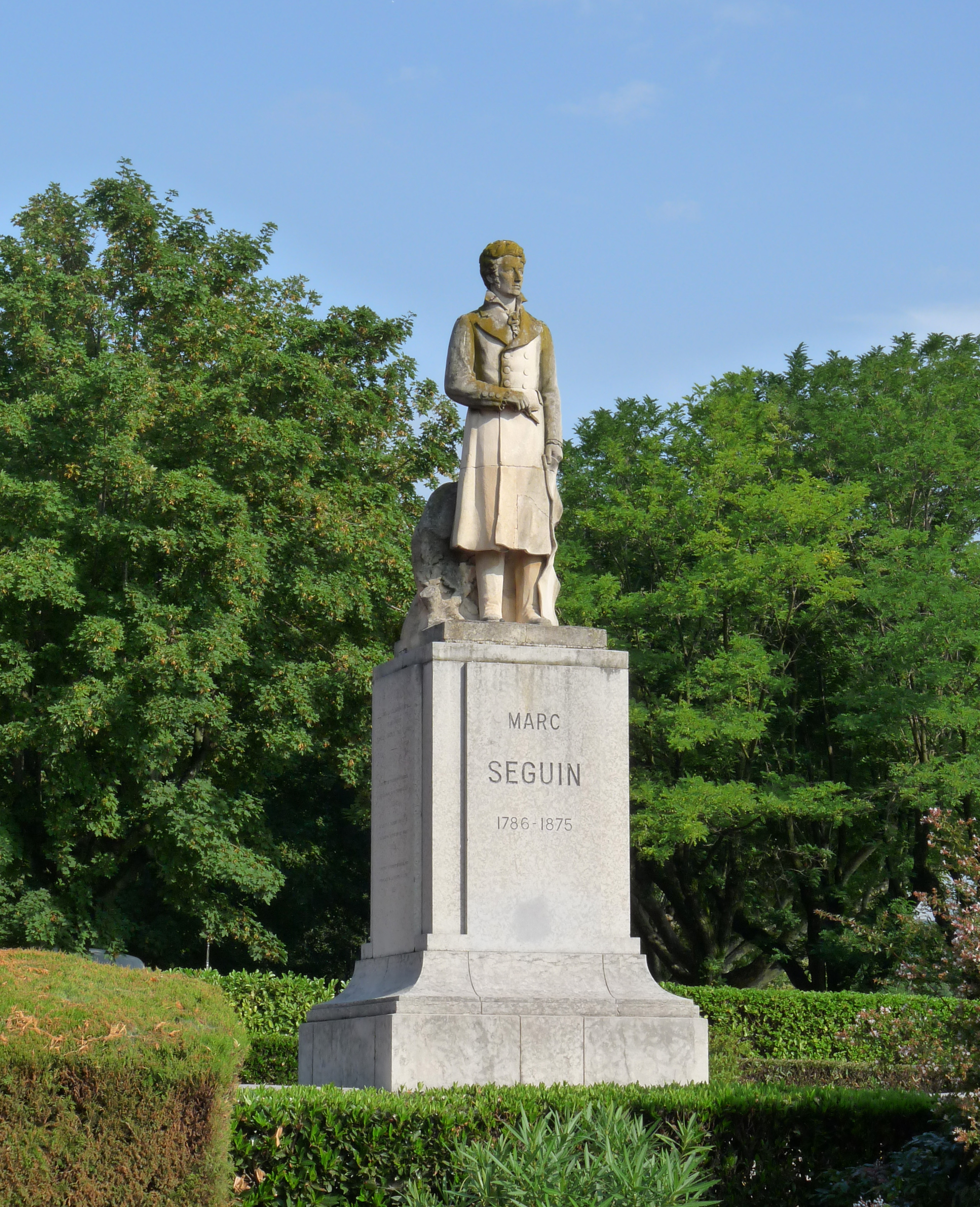
Памятник Марку Сегену